# Relazioni bilaterali tra Italia e Austria
Le relazioni bilaterali tra Italia e Austria fanno riferimento ai rapporti diplomatici fra la Repubblica Italiana e la Repubblica d'Austria.
L'Italia ha un'ambasciata a Vienna e cinque consolati onorari: a Bregenz, Innsbruck, Klagenfurt, Linz e Salisburgo. L'Austria ha un'ambasciata a Roma, un Consolato generale a Milano, che ha un proprio ufficio distaccato a Bolzano, e undici consolati onorari (a Bari, Bologna, Cagliari, Firenze, Genova, Napoli, Palermo, Trieste, Torino, Venezia e Verona).

## Storia

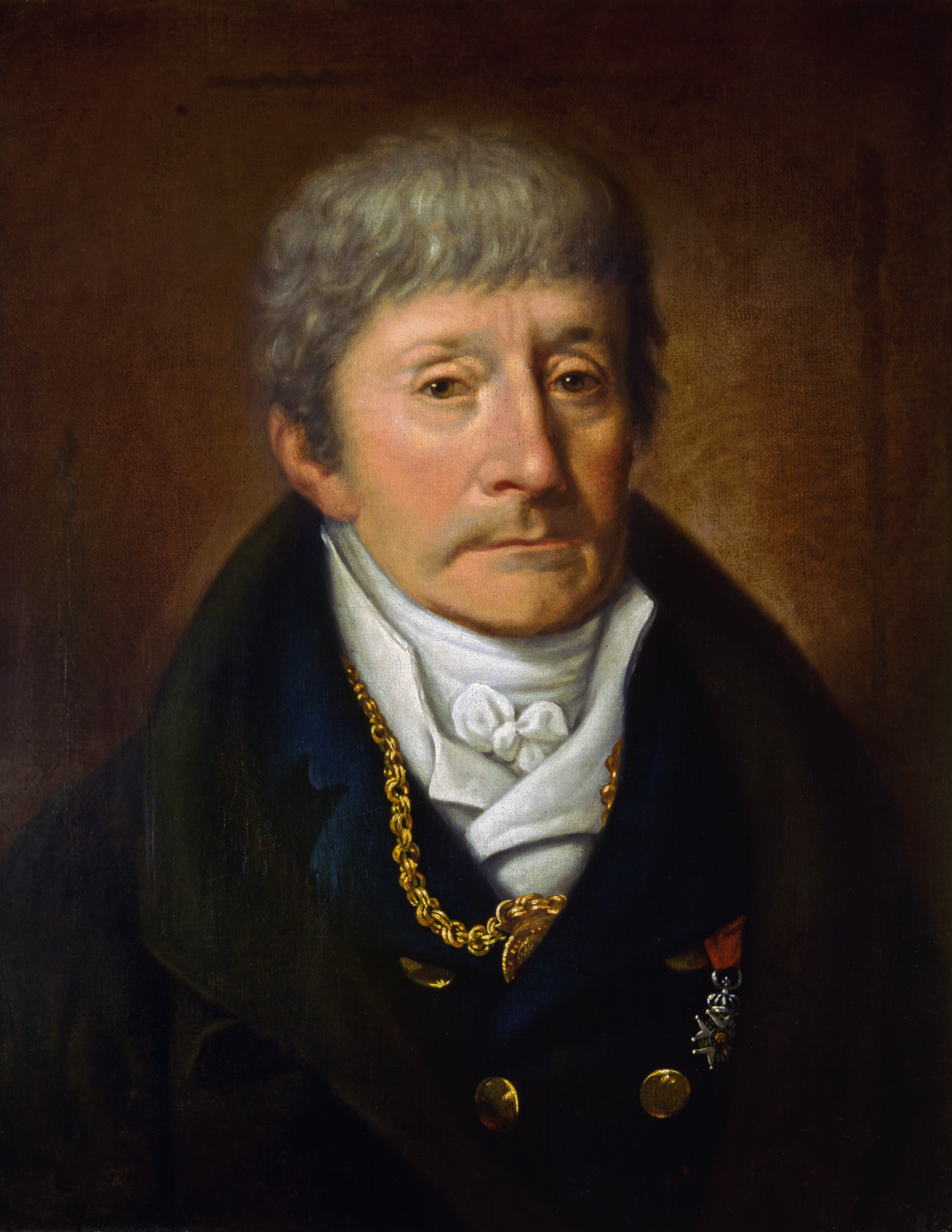
Antonio Salieri, compositore italiano che operò soprattutto in Austria. Kapellmeister dal 1788 al 1824.

Sin dal Medioevo, l'Austria ha avuto una grande influenza sugli antichi stati italiani, in particolare su quelli del nord. D'altro canto, la cultura, l'architettura e la cucina in Austria risentono dell'influenza italiana. Artisti e architetti come Santino Solari, Martino Altomonte, Giovanni Zucalli e Vincenzo Scamozzi contribuirono allo sviluppo del Barocco in Austria e soprattutto a Salisburgo.

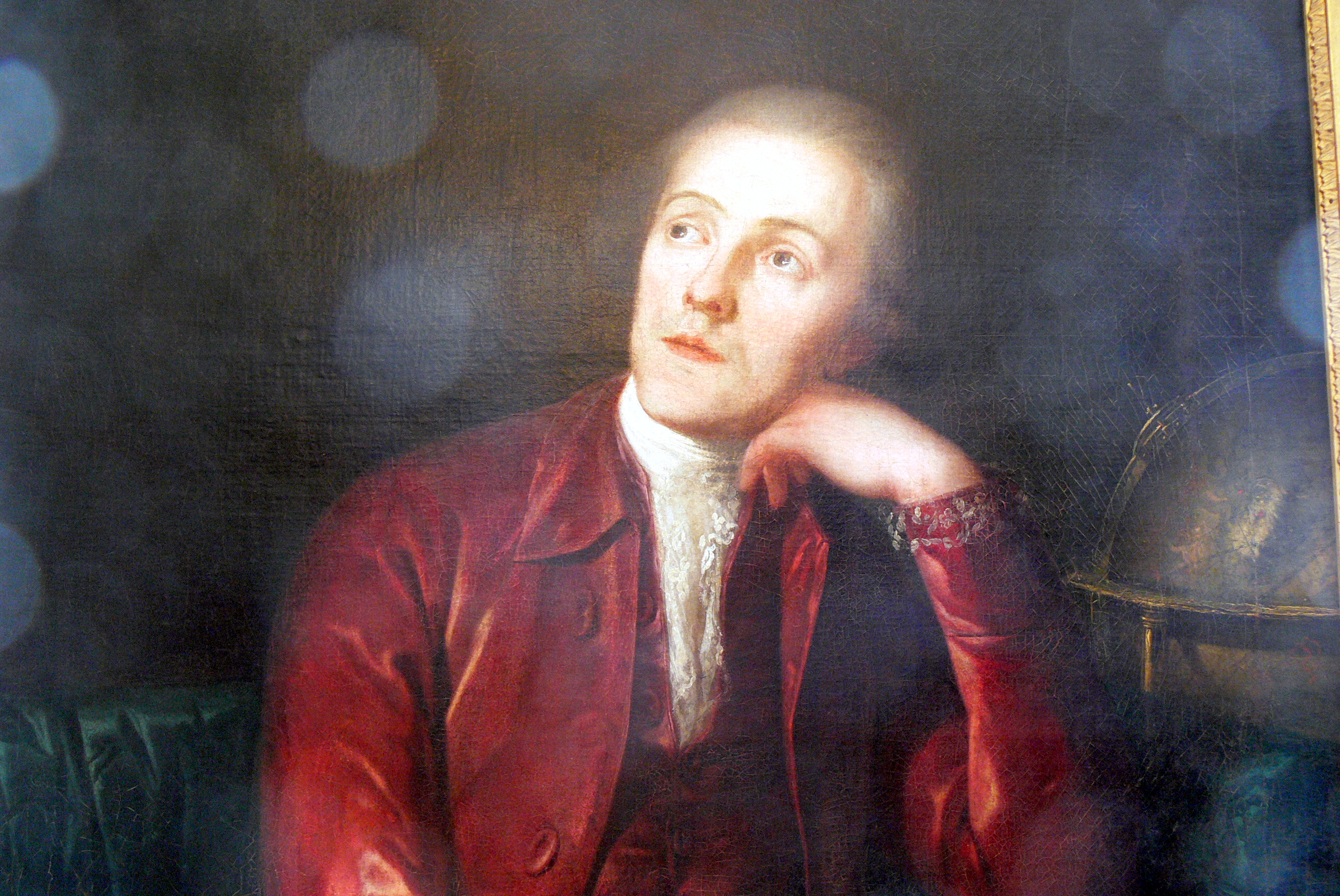
Nicolò Pacassi, architetto austriaco di discendenza italiana.

Dopo il Congresso di Vienna, il dominio austriaco del Regno Lombardo-Veneto, con città importanti quali Venezia e Milano, creò le condizioni per la crescita di sentimenti nazionalisti in Italia, che si andarono a scontrare con gli interessi austriaci nelle tre Guerre d'Indipendenza, combattute tra il 1848 e il 1866, nella più ampia ottica del Risorgimento. Le tensioni durarono anche durante gli anni 70 dell'800, a causa dell'occupazione austriaca del Trentino e dell'Istria.
Nonostante la stipula della Triplice alleanza (insieme alla Germania), i contrasti persistettero, avvicinando l'Italia alla Francia.
Durante la prima guerra mondiale, l'Italia combatté contro l'Austria-Ungheria, nonostante l'alleanza sancita qualche decennio prima. Al termine del conflitto l'Italia fu tra le nazioni vincitrici e ottenne le cosiddette "terre irredente" dall'Austria.

## Oggi

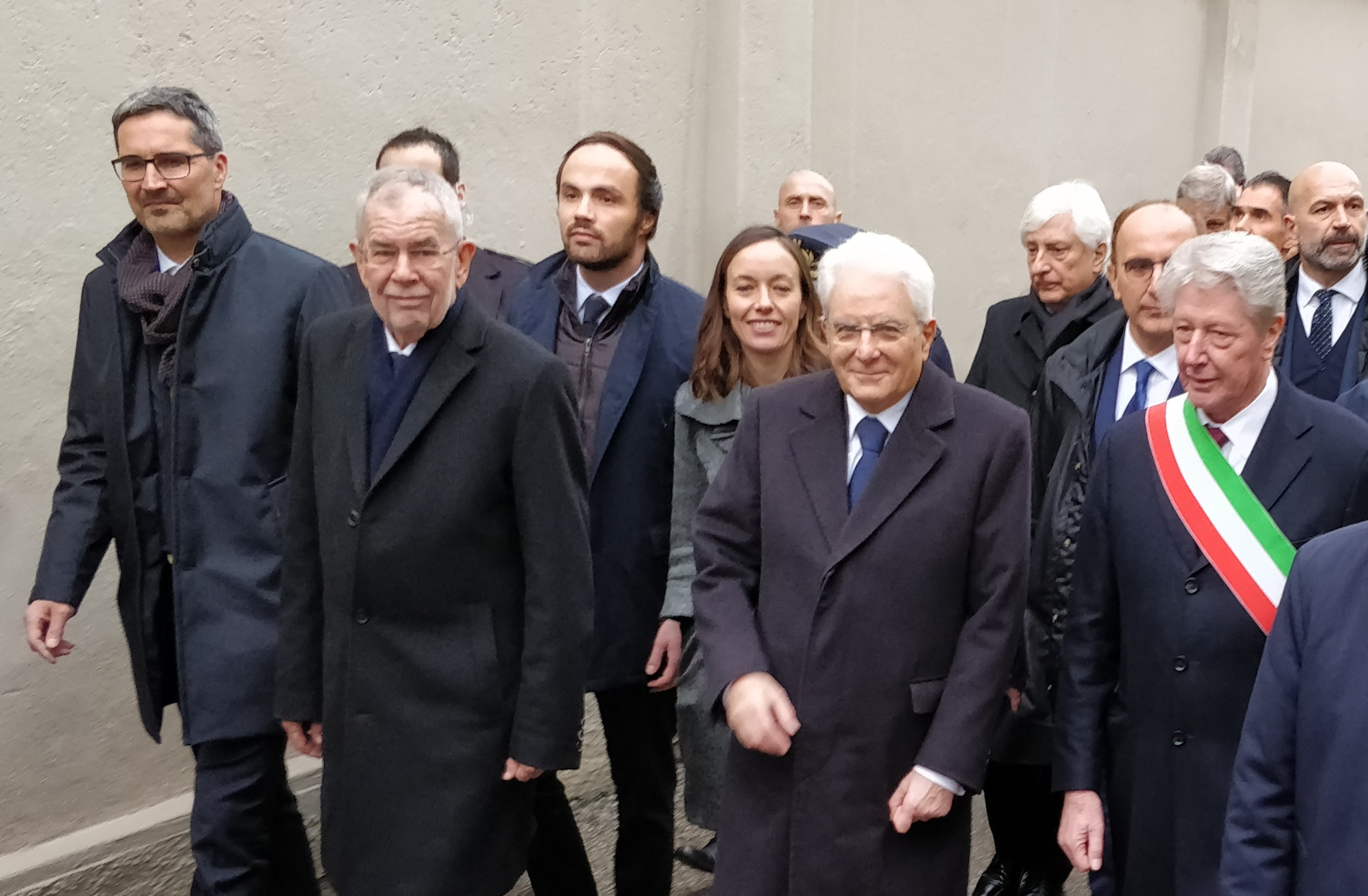
Al centro, i due presidenti di Austria e Italia, Alexander Van der Bellen e Sergio Mattarella, in visita al Campo di transito di Bolzano nel 2019

Entrambi i paesi sono membri dell'OCSE e dell'Unione europea.

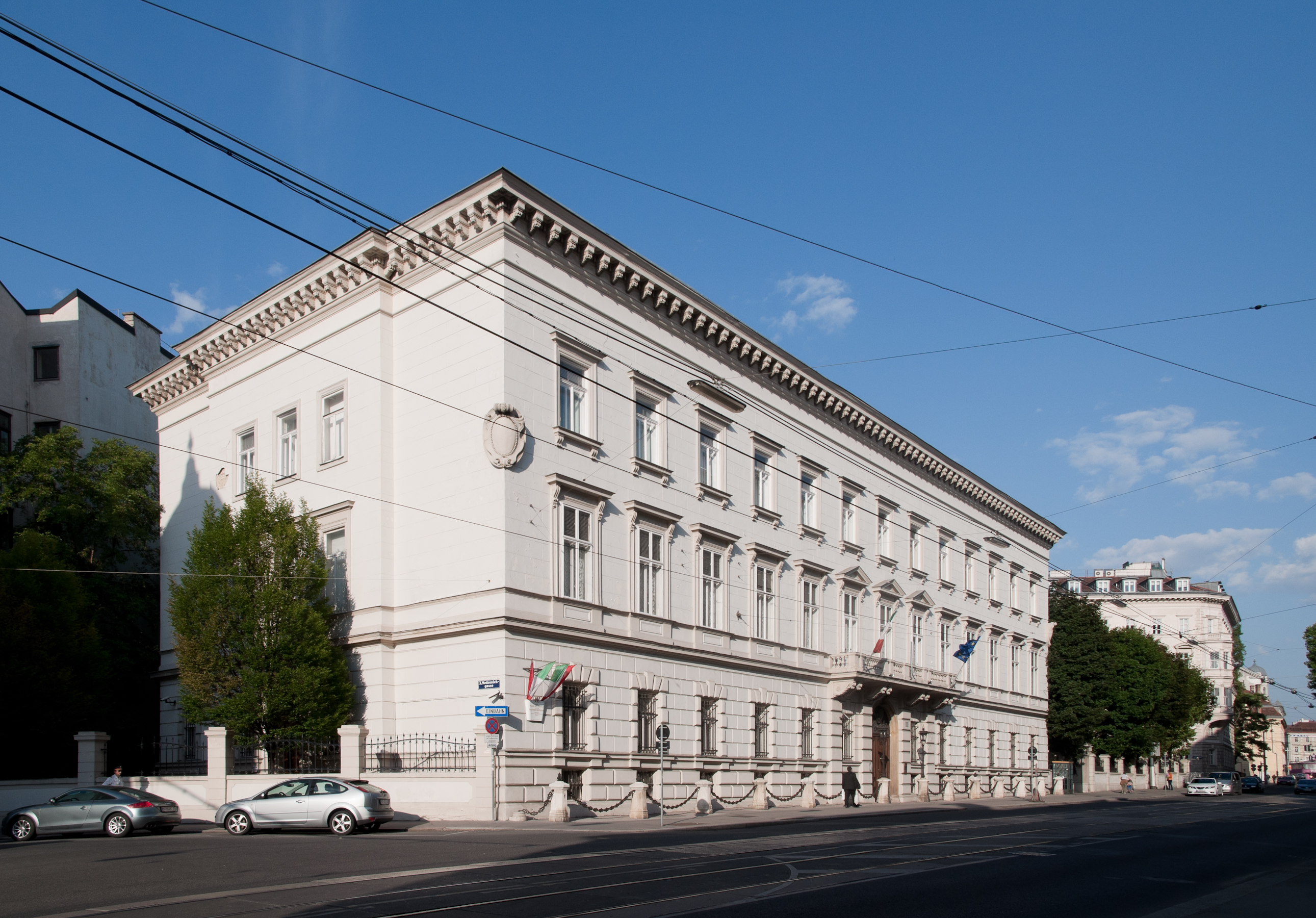
Palazzo Matternich a Vienna, sede dell'ambasciata italiana.
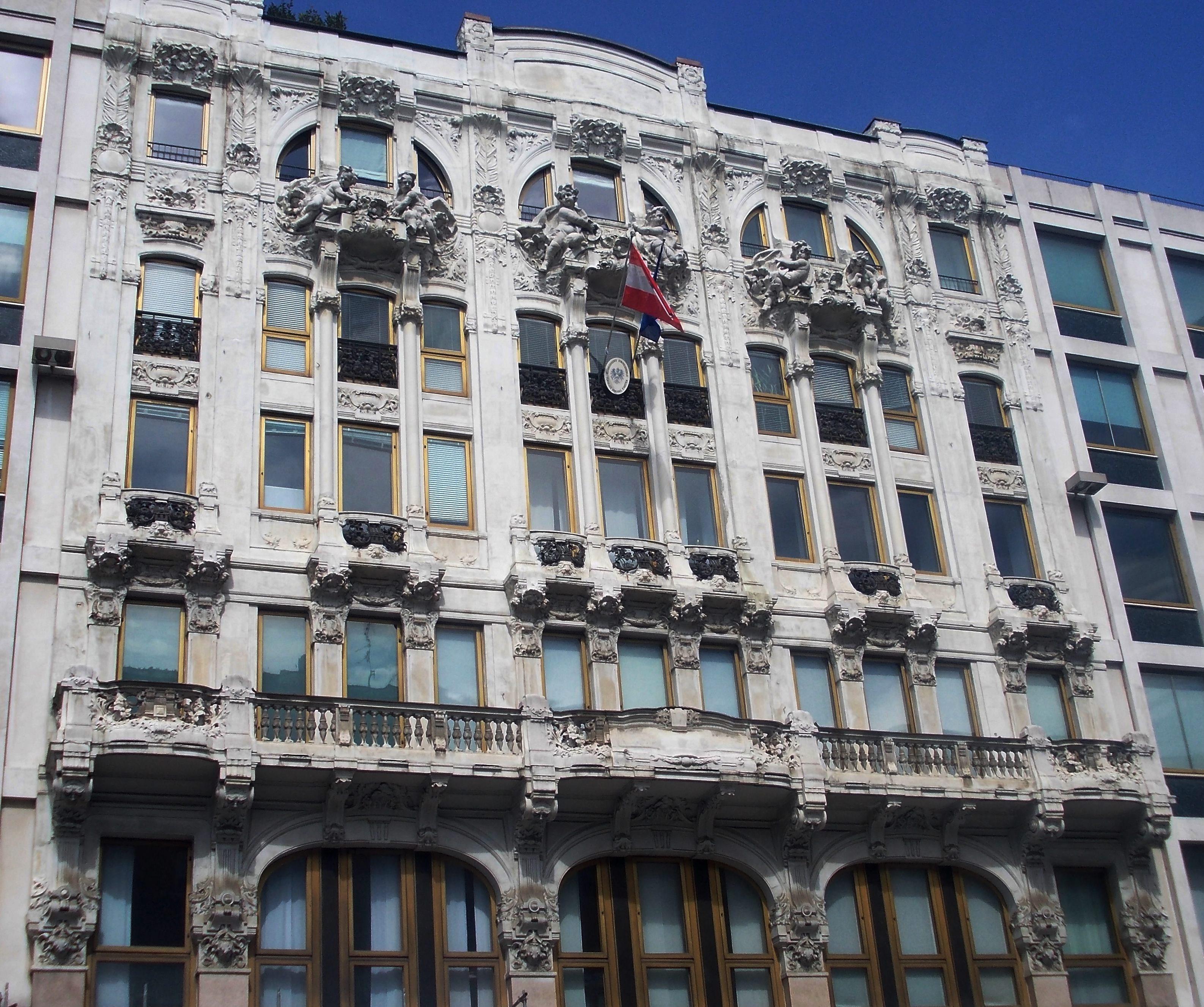
Consolato generale austriaco a Milano.
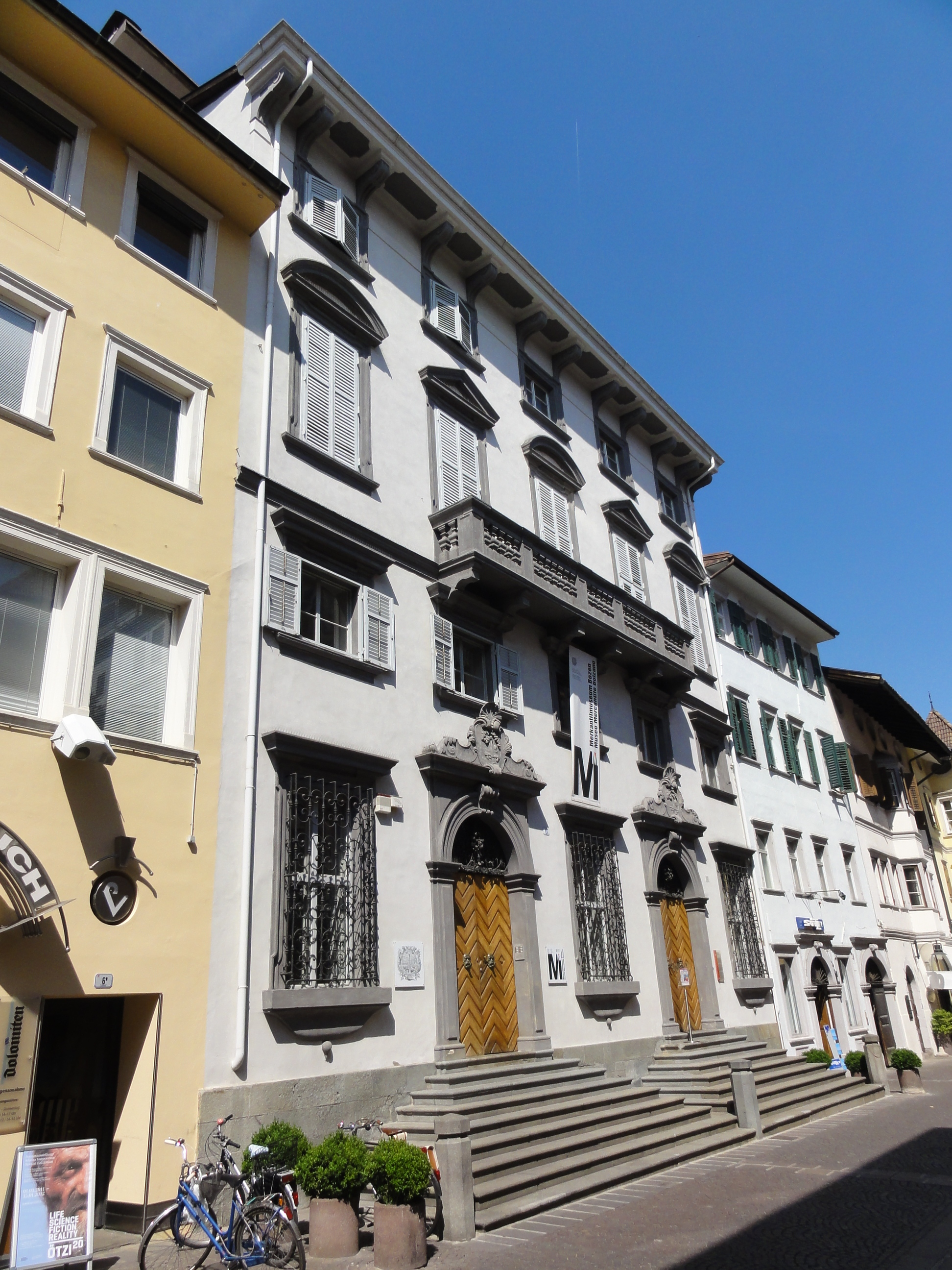
Palazzo Mercantile, sede dell'ufficio bolzanino del consolato generale austriaco a Milano
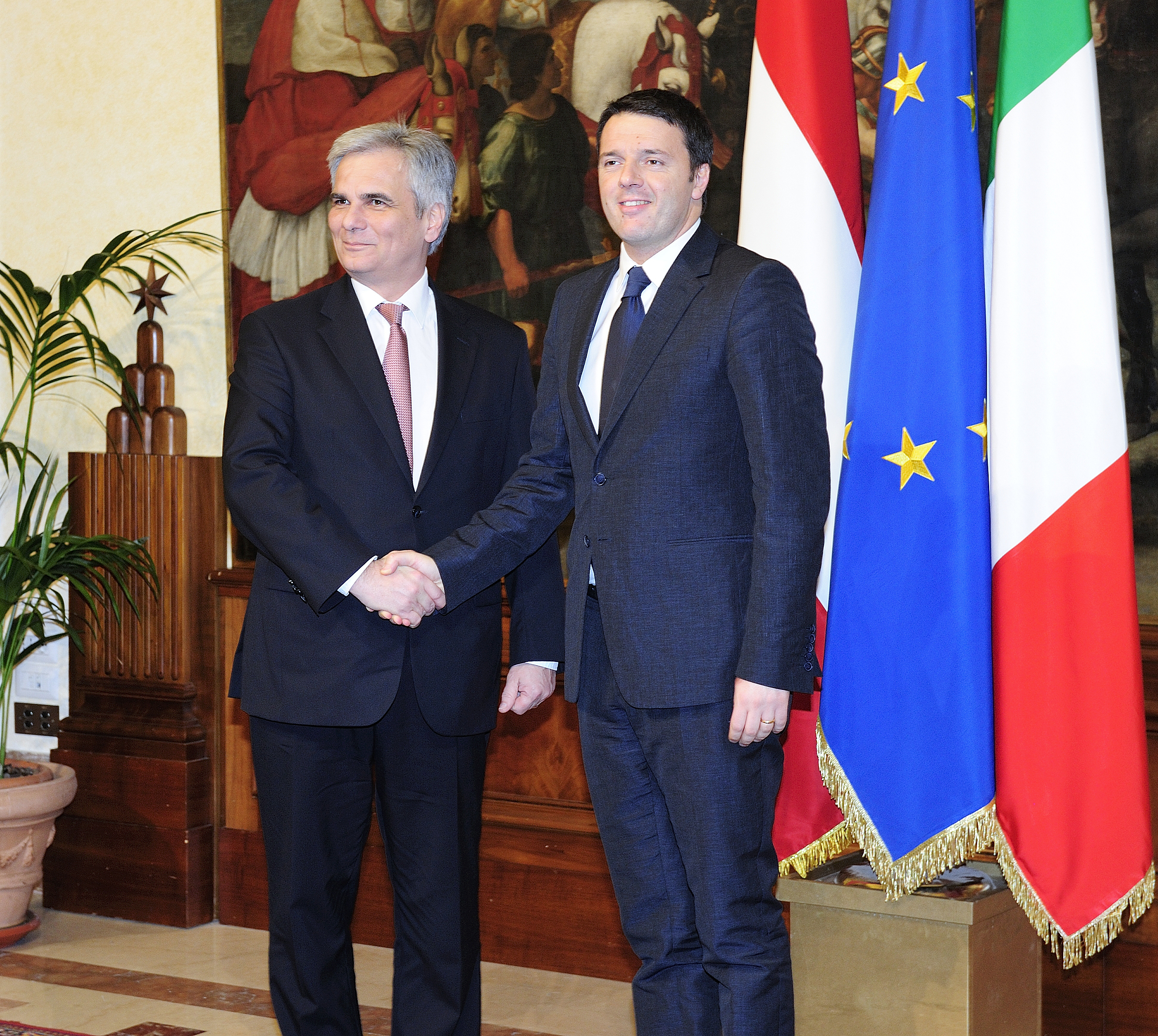
Matteo Renzi con Werner Faymann nel 2014